# 'A paggella
'A paggella, pubblicato nel 1977 su 33 giri (NL 31286), Stereo8 (NS 31286) e Musicassetta (RC 206), è un album discografico del cantante Mario Trevi.

## Descrizione
L'album è una raccolta di brani di Mario Trevi, alcuni già incisi su 45 giri ed altri inediti. L'album contiene brani appartenenti ai generi musicali di giacca e di cronaca, ritornati in voga a Napoli negli anni settanta, che riporteranno in voga il genere teatrale della sceneggiata. Tra i brani presenti, è da ricordare 'A pagella, dalla quale, nello stesso anno, verrà tratta una sceneggiata omonima interpretata dallo stesso Trevi e, nel 1980, il film La pagella, con Mario Trevi e Marc Porel nel ruolo di protagonisti. La direzione degli arrangiamenti è del M° Tony Iglio.

## Tracce
1. 'A pagella (Moxedano-Iglio)
2. 'O carrettiere (Langella-Iglio)
3. 'O viaggio 'e nozze (Langella-Iglio)
4. 'O prufessore (Romagnoli-Iglio)
5. Chi se mette paura (Aurino-Genta)
6. 'O santuario (Langella-Genta)
7. Fatte perdunà (Romagnoli-Matassa)
8. 19 marzo (Aurino-Moxedano-Genta-Iglio)
9. Gente 'e paese (Palumbo-Alfieri)
10. Attenti a quei due (Moxedano-Iglio)
11. Malizia (Moxedano-Iglio)
12. Dio (Annona-Annona)